# Phạm Song
Phạm Song (1931–2011), nguyên Bộ trưởng Bộ Y tế Việt Nam (tháng 11 năm 1988 – tháng 9 năm 1992), nguyên Ủy viên Ban Chấp hành Trung ương Đảng khóa VII, Giải thưởng Hồ Chí Minh.

## Tiểu sử
- Ông sinh ngày 23 tháng 11 năm 1931 trong một gia đình công chức ở xã Sơn Long, huyện Hương Sơn, Hà Tĩnh. Lớn lên, ông tham gia phong trào sinh viên và ngày 1 tháng 4 năm 1950 được kết nạp Đảng khi mới 19 tuổi và được cử lên Việt Bắc để học ngành y, Ông là sinh viên Đại học Y Hà Nội khóa 1952–1956.
- Năm 1953, ông tình nguyện đi làm y sĩ chiến trường Điện Biên.
- Năm 1954, ông là người tiếp nhận Nhà thương Đồn Thủy nay là Bệnh viện Hữu nghị Việt – Xô.
- Năm 1956, ông tốt nghiệp bác sĩ loại giỏi chuyên ngành tim mạch tại Đại học Y Hà Nội và tiếp tục làm bác sĩ tại Bệnh viện Hữu nghị Việt – Xô.
- Năm 1960, ông đi học ở Rumanie với 1 năm rưỡi để học virut học tại Viện quốc gia virut học và 6 tháng học về vi khuẩn tại viện Cantacusino nổi tiếng thế giới. Sau này ông lại được tu nghiệp ở Hà Lan về nhiễm trùng gan, tổ chức học về gan, rồi miễn dịch học 4 tháng tại Lausane Thụy Sĩ. Sau khi tốt nghiệp các chuyên khoa sau Đại học ở Rumanie, Hà Lan, Thụy Sĩ, ông trở về nước công tác và được cử làm chủ nhiệm khoa bệnh nhiễm trùng của Bệnh viện Hữu nghị Việt Xô 18 năm (1966–1984).
- Năm 1981, ông được đề bạt lên làm Phó giám đốc và năm 1982 làm giám đốc Bệnh viện Hữu nghị Việt – Xô. Ông là người đầu tiên thực hiện kỹ thuật soi ổ bụng và sinh thiết gan cũng như soi ruột già ống mềm tại bệnh viện phục vụ việc chữa bệnh cho cán bộ trung cao cấp và lão thành cách mạng.
- Đầu năm 1984, ông được cử làm Thứ trưởng Bộ Y tế. Là Thứ trưởng bận nhiều công việc, GS. Phạm Song vẫn kiêm Chủ nhiệm Bộ môn truyền nhiễm và đảm bảo trên 170 tiết giảng dạy mỗi năm tại Trường đại học Y Hà Nội. Khi thành lập Viện y học lâm sàng các bệnh nhiệt đới ông vẫn làm Viện trưởng.
- Từ năm 1988 đến năm 1992, ông là Bộ trưởng Bộ Y tế. Ông là trường hợp không được Ban chấp hành khóa trước giới thiệu nhưng vẫn trúng cử vào ủy viên trung ương Đảng, Bộ trưởng Y tế khóa VII.
- Sau khi thôi giữ chức Bộ trưởng Y tế, ông về phụ trách Ban chỉ đạo Chương trình Nước sạch Quốc gia rồi làm Chủ tịch Hội Dân số Kế hoạch hoá Gia đình Việt Nam – một tổ chức phi chính phủ hoạt động bằng nguồn vận động tài trợ và mang tính đoàn thể quần chúng
- Giáo sư là Chủ tịch Tổng hội Y học Việt Nam, Chủ tịch Hội Truyền nhiễm Việt Nam, làm chuyên gia tại Viện Lâm sàng các bệnh nhiệt đới. Thành viên ban lãnh đạo tập đoàn y dược Bảo Long.
- Ông đột ngột từ trần do đột quỵ vào hồi 12h10, ngày 8 tháng 11 năm 2011 tại Bệnh viện Hữu nghị Hà Nội.

## Danh hiệu và tặng thưởng
- Ông được nhà nước Việt Nam tặng thưởng: Giải thưởng Hồ Chí Minh, Thầy thuốc nhân dân, Huân chương kháng chiến chống Mỹ hạng nhất và nhiều huân, huy chương khác.
- Năm 2000, ông là Viện sĩ Viện hàn lâm Y học Liên bang Nga về hệ thống và biện chứng.[cần dẫn nguồn] Năm 2006, ông được Viện Tiểu sử Hoa Kỳ tặng danh hiệu Nhà khoa học tiêu biểu của năm do cống hiến trọn đời cho y học.
- Lễ mừng thọ lần thứ 80 vào dịp Tết 2011 đánh dấu một trong những lần cuối cùng xuất hiện trước công chúng của ông trước khi ông qua đời vào ngày 8/11 cùng năm.
- HĐND tỉnh Khánh Hoà đặt tên ông cho một đường phố tại Thành phố Nha Trang (năm 2021)[1].

## Tác phẩm
- Những vấn đề cơ bản và mới về bệnh viêm gan do virut/ Phạm Song.– H.: Y học, 1989.– 121tr; 19 cm
- Nghiên cứu hệ thống y tế: phương pháp nghiên cứu y học/ GS Phạm Song và cộng sự.
- Bách khoa thư bệnh học (tập 1)/ tập thể tác giả do giáo sư Phạm Song và giáo sư Nguyễn Hữu Quỳnh làm chủ nhiệm).
- Chiết xuất cây thanh hao hoa vàng dùng để sản xuất thuốc chữa bệnh sốt rét/ Giáo sư Phạm Song làm chủ nhiệm, cùng Giáo sư Bùi Đại và nhóm cộng sự (Công trình được Giải thưởng Hồ Chí Minh năm 2000)

## Liên kết
- Giáo sư, viện sĩ Phạm Song – Những cống hiến cho khoa học và chiến lược y tế
- Giáo sư, Viện sĩ Phạm Song – Người không lùi bước trước thời gian Lưu trữ ngày 29 tháng 8 năm 2011 tại Wayback Machine